# Yukaze
Lo Yukaze (夕風?, Yūkaze, lett. "Vento della sera") è stato un cacciatorpediniere della Marina imperiale giapponese, undicesima unità appartenente alla classe Minekaze. Fu varato nell'aprile/maggio 1921 dal cantiere navale di Nagasaki.
Servì in prima linea nel corso degli anni venti e dei primi anni trenta, quindi passò a compiti secondari. Passò l'intera durata della partecipazione dell'Impero giapponese alla seconda guerra mondiale nelle acque nazionali, affiancando la vecchia portaerei Hosho nell'addestramento dei gruppi imbarcati e in manovre navali. Sopravvisse senza danni alla guerra, fu impiegato per rimpatriare parte dei militari nipponici dopo la resa e infine fu ceduto al Regno Unito nel 1947: fu demolito in seguito a Singapore.

## Servizio operativo

### Costruzione
Il cacciatorpediniere Yukaze fu ordinato nell'anno fiscale edito dal governo nipponico nel 1918. La sua chiglia fu impostata nel cantiere navale di Nagasaki, gestito dalla Mitsubishi, il 14 dicembre 1920 (secondo un'altra fonte il 24 dicembre) e il varo avvenne il 28 aprile 1921 (o il 28 maggio, come indicato da un'altra fonte); fu completato il 24 agosto dello stesso anno. Fino ai primi anni 1930 operò nelle divisioni cacciatorpediniere di prima linea, quando fu rimpiazzato dai più recenti esemplari classe Fubuki.

### La seconda guerra mondiale

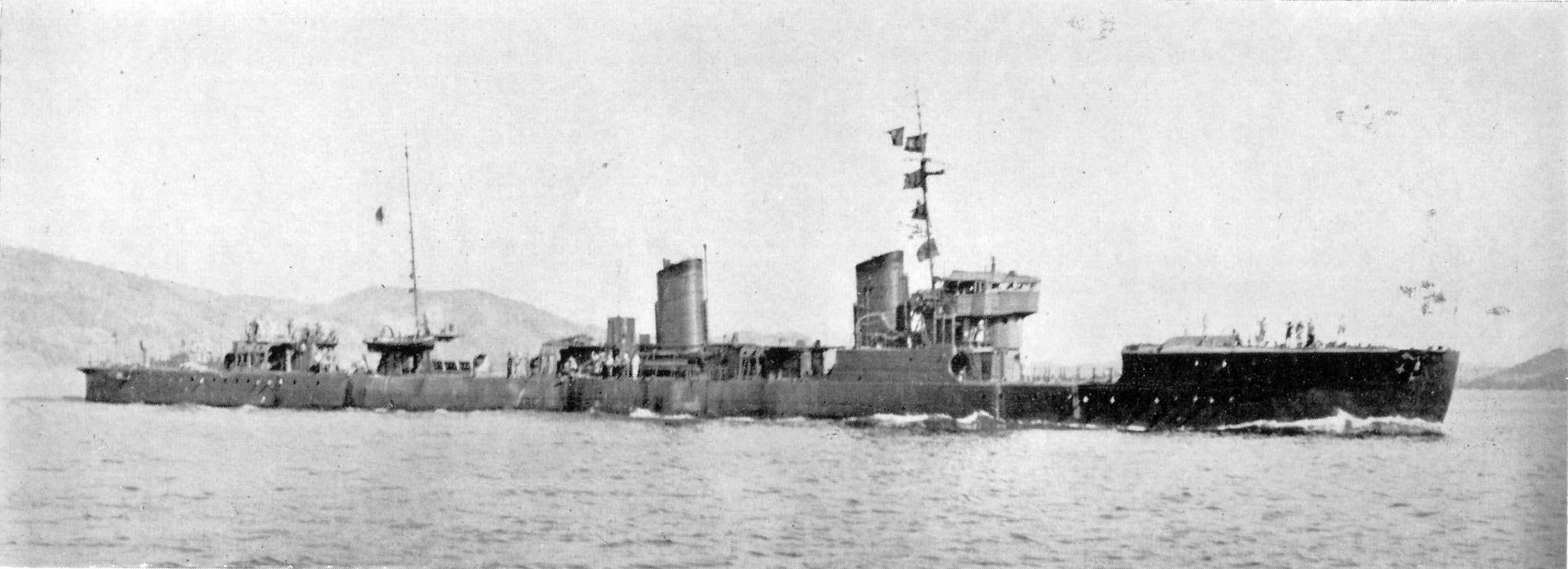
Lo Yukaze nel dopoguerra, privo di armi e pronto a fare rotta per la Malesia britannica

Tra la fine del 1940 e l'inizio del 1941 lo Yukaze era stato assegnato alla 3ª Divisione portaerei, dipendente dalla 1ª Flotta e composta da due vecchie unità: la Hosho, varata nel 1922, e la più recente Zuiho. Al comando del capitano di corvetta Shizuka Kajimoto, l'equipaggio seppe l'8 dicembre 1941 dell'avvenuto attacco di Pearl Harbor (il 7 dicembre negli Stati Uniti d'America a causa della linea internazionale del cambio di data) ma lo Yukaze rimase a fianco della Hosho nel Mare interno di Seto, coadiuvandola nelle esercitazioni. A metà maggio seguì la portaerei fino alla baia di Hashirajima e salpò a fine mese con il resto della 1ª Flotta, nel quadro della grande offensiva navale diretta all'atollo di Midway: tuttavia la potente squadra rimase ben lontana dal fulcro dell'azione e ripiegò senza aver impegnato battaglia. Il 20 giugno 1942 lo Yukaze fu riassegnato alle dirette dipendenze della 1ª Flotta aerea, ricostituita dopo la disfatta a Midway come unità aerea basata a terra; cinque giorni dopo passò agli ordini del tenente di vascello Isamu Ishido. Il 14 luglio fu nuovamente trasferito, stavolta alla 3ª Flotta che riuniva le portaerei più moderne della Marina imperiale giapponese: rimase tuttavia a fianco della Hosho, assistendola nell'addestramento dei piloti, anche dopo che il 15 gennaio 1943 passò agli ordini della 50ª Flottiglia aerea, unità preposta alla formazione di nuovi equipaggi aerei.
In un momento imprecisato tra fine 1942 e 1943 lo Yukaze fu riequipaggiato in accordo al suo ruolo non combattente: perse i cannoni numero 2 e 3, i tubi lanciasiluri a mezzanave, le mitragliatrici leggere, l'apparato sminatore e aggiunse cinque impianti binati di cannoni contraerei Type 96 da 25 mm L/60; a poppa furono sistemati quattro lanciatori di bombe di profondità con complessivi trentasei ordigni. Il dislocamento aumentò un poco e la velocità massima calò a 35 nodi.
Per il resto del conflitto in Asia e Pacifico lo Yukaze rimase sempre nel Mare interno di Seto, relegato a scorta permanente della Hosho e condividendone le esercitazioni. Il 15 ottobre 1943 il comando fu assunto dal tenente di vascello Momoji Hashiguchi e il 1º gennaio 1944 passò sotto il controllo della 51ª Flottiglia aerea, appartenente alla 12ª Flotta aerea: tuttavia già il 20 febbraio lo Yukaze fu sottoposto direttamente alla Flotta Combinata. Probabilmente a fine 1944 aggiunse un certo numero di altri cannoni Type 96 (da sei a dieci) su supporti individuali e il 1º marzo 1945 ebbe il suo ultimo comandante nella persona del capitano di corvetta Tatsuo Takubo. Sopravvisse ai vasti bombardamenti che sconvolsero il Giappone e la fine della guerra nell'agosto 1945 lo trovò ormeggiato, indenne, nel bacino occidentale del Mare di Seto. Dopo la capitolazione dell'Impero nipponico fu ceduto dall'equipaggio alle autorità d'occupazione statunitensi, che provvidero a rimuovere ogni arma e attrezzatura militare; il 5 ottobre successivo fu depennato dai registri della Marina imperiale.

### Destino finale
Lo Yukaze fu subito riadattato per partecipare alla colossale opera di rimpatrio di militari e civili giapponesi, sparpagliati in Asia orientale: fu destinato a tale compito già a poche settimane dalla conclusione della guerra, che ebbe però una formale sanzione soltanto il 1º dicembre, con la formazione del 2º ministero per la Smobilitazione che (pur con la supervisione americana) ebbe sotto di sé la responsabilità della buona riuscita dell'operazione.
Nel frattempo le potenze vincitrici decisero il destino del cacciatorpediniere e dell'altro naviglio giapponese catturato; la spartizione avvenne nel corso di quattro incontri al quartier generale dello SCAP: durante la seconda riunione, del 17 luglio 1947, lo Yukaze fu assegnato al Regno Unito in conto di riparazione di guerra. Il 26 la nave salpò da Sasebo con equipaggio misto, diretta alla base navale di Singapore: da qui i giapponesi furono riportati in patria e il 14 seguente la cessione divenne ufficiale. Ben presto sorse un problema di affollamento di ex unità nipponiche e, quello stesso mese, il British Iron & Steel Board fece presente a Londra che in Estremo Oriente non sembravano esserci le strutture adeguate per demolirle e smantirle (la Royal Navy, infatti, non aveva alcun interesse a mantenerle in servizio). Fu quindi valutata la possibilità di spostare l'eterogenea flottiglia in Gran Bretagna e procedere alla demolizione, oppure di smantellare le navi in Giappone e importare i rottami ma, alla fine, le attività furono eseguite proprio a Singapore: lo Yukaze fu disassemblato in città dopo il 1947, in un momento comunque non specificato dalle fonti.